# Культ личности Кимов

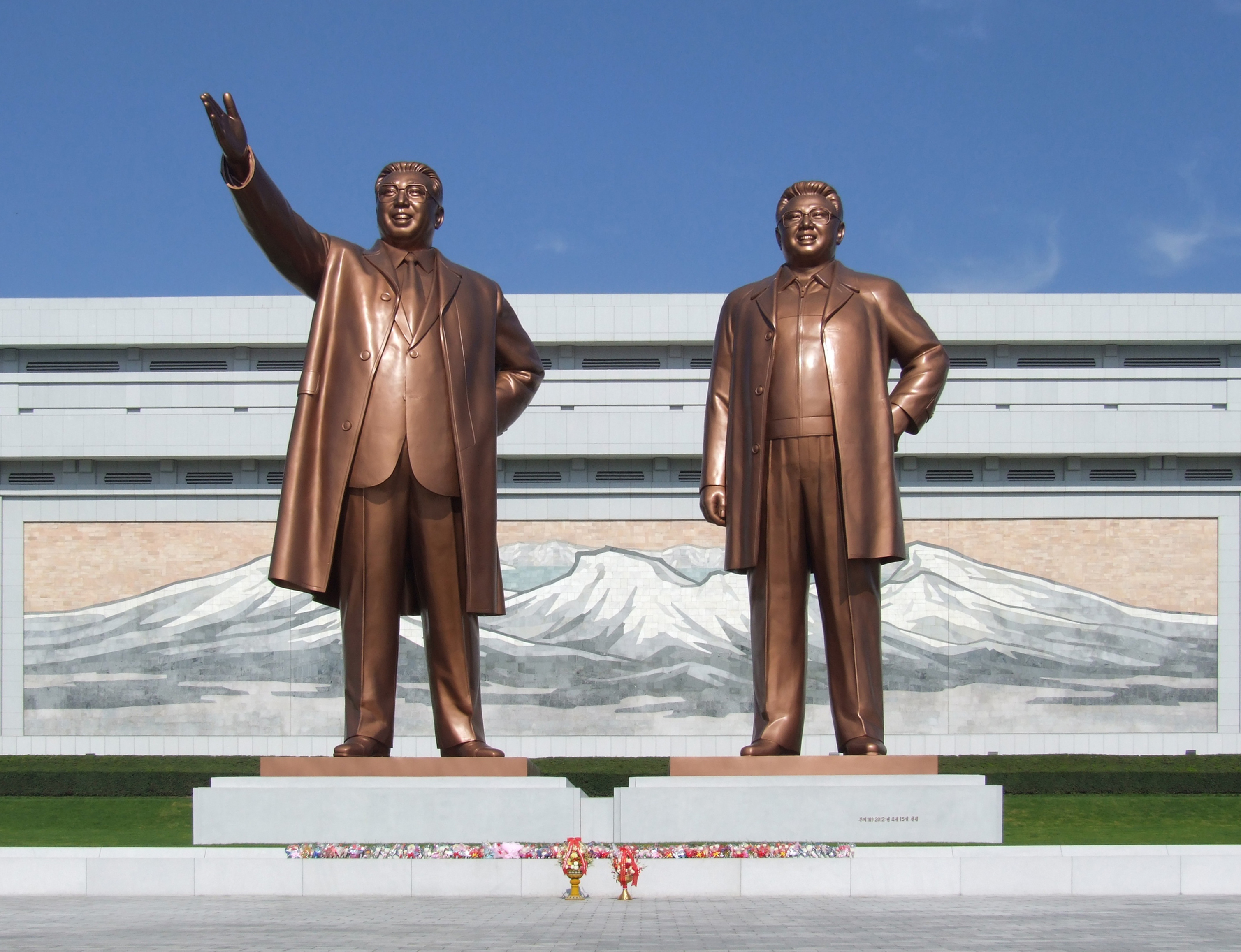
Главные статуи Ким Ир Сена и Ким Чен Ира на холме Мансудэ в Пхеньяне

С момента образования КНДР ею бессменно руководил Ким Ир Сен, вокруг которого установился обширный культ личности, который продолжил существовать и после его смерти, но к нему добавился и культ личности его сына Ким Чен Ира, возглавившего страну. После смерти Ким Чен Ира культ личности перешёл на его сына Ким Чен Ына. Существующий в стране культ личности семейства Кимов (объявлены продолжателями дела Маркса, Энгельса, Ленина и Сталина) придаёт ей полубожественный статус.

## Культ личности Ким Ир Сена
Культ личности Ким Ир Сена в КНДР начал оформляться ещё на очень ранней стадии существования государства. Так, университет, основанный в 1946 году в столице страны Пхеньяне, был назван его именем. Портреты с его изображением в 1946—1947 годах стали вывешиваться на официальных мероприятиях, проходивших в стране, наряду с портретами К. Маркса, В. И. Ленина и И. В. Сталина, но без соседства с другими северокорейскими руководителями.
Особо сильно восхваления Ким Ир Сена начались после того, как в 1972 году было широко отмечено его 60-летие. По случаю юбилея в стране была учреждена высшая государственная награда — Орден Ким Ир Сена.
27 декабря того же года в стране была принята новая конституция, в которую позднее будут внесены конституционные поправки. Введение Конституции (в редакции от 2009 года) начинается со следующих слов:
Корейская Народно-Демократическая Республика — основанная на идеях чучхе наша социалистическая Родина, где воплощены идеи великого вождя товарища Ким Ир Сена и осуществлено его руководство.
Великий вождь товарищ Ким Ир Сен является основателем КНДР и родоначальником социалистической Кореи.
Во введении описываются заслуги и качества Ким Ир Сена. Он назван солнцем нации, светочем объединения родины, который «имеет немеркнущие заслуги в деле осуществления самостоятельности человечества». Конституция также гласит, что «Товарищ Ким Ир Сен был гением идей, теории и практики руководства, был всепобеждающим стальным полководцем, великим революционером, политическим деятелем и человеком с большой буквы».
Биография Ким Ир Сена — один из важнейших школьных предметов. Любая статья, книга и даже лекция в институте или университете должны начинаться с цитаты из произведений Ким Ир Сена, которая порой не имеет прямого отношения к содержанию статьи. Так, началом сборника по фармакопее служит следующая цитата Ким Ир Сена: «В биологии самое важное — добиться эффективного использования существующих ресурсов».

### В искусстве
Портреты с изображением Ким Ир Сена были размещены у входа многочисленных учреждений, проходных заводов и даже самой маленькой железнодорожной станции (в том числе и над выходом). К печальным последствиям может привести повреждение портрета, вплоть до неумышленного. Например, в середине 1960-х годов оно стало причиной самоубийства крупного корейского искусствоведа Ким Ён Чжуна, который предпочёл вместо лагеря смерть. Кон Тхак Хо, служивший начальником 9-го отдела Управления политической охраны государства по городу Кэсону, в 1970-х годах бежал в Республику Корея в связи с тем, что по случайности испортил портрет Ким Ир Сена и его поймали на месте преступления.

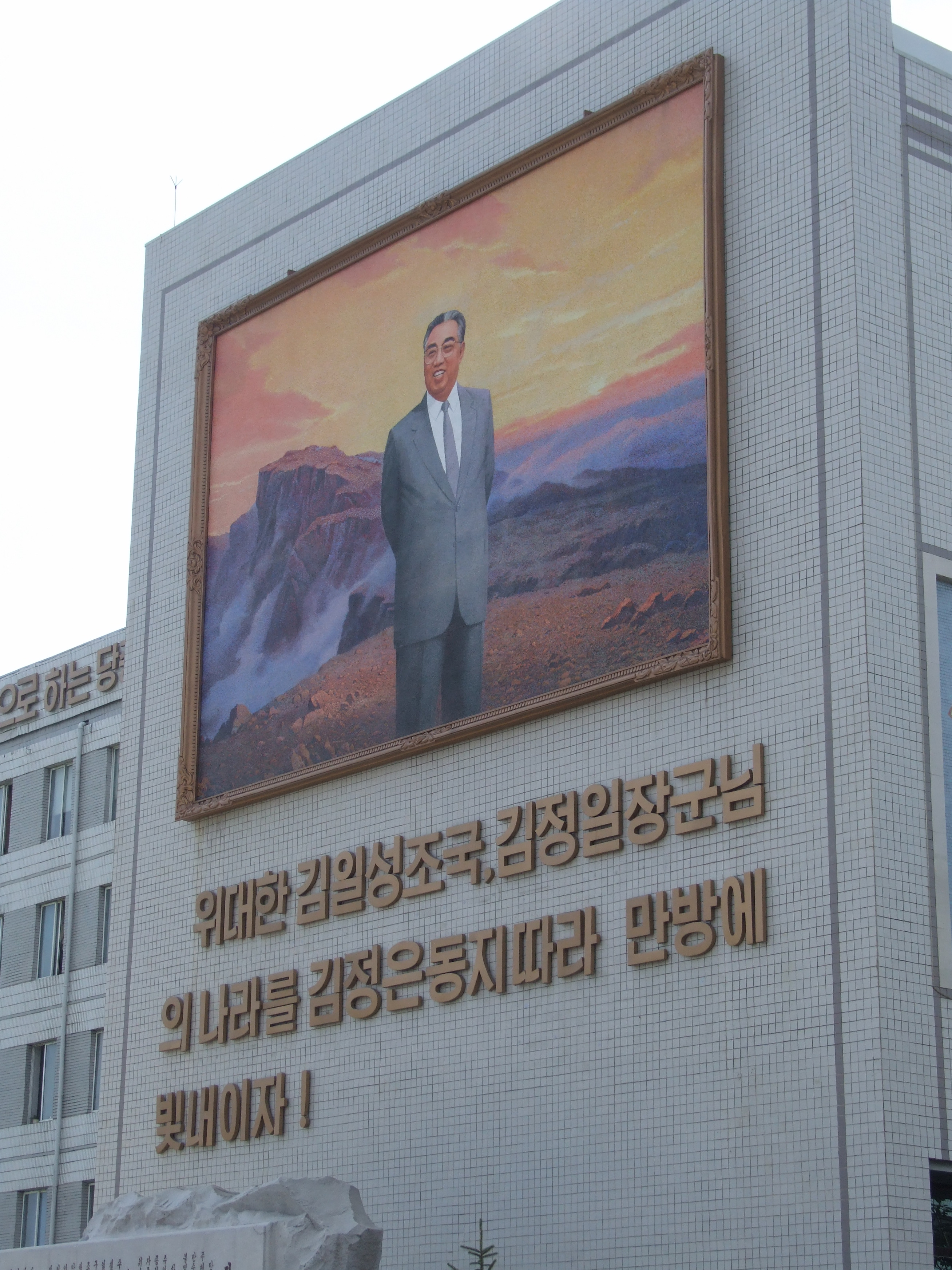
Картина с изображением Ким Ир Сена на здании Художественной студии Мансудэ

В 1978 году появилась первая купюра с изображением Ким Ир Сена. Впоследствии вышли банкноты серий 1992, 1998 и 2002 годов, где на лицевой стороне купюр номиналом 100, 1000 и 5000 вон был размещён портрет вождя, а на обратной стороне — изображение его родного дома.
В КНДР расположено более 500 памятников Ким Ир Сену. Первая статуя Ким Ир Сена появилась в декабре 1949 года. В 1982 году была построена Триумфальная арка, на барельефе которой высечена «Песня о полководце Ким Ир Сене». Каждый блок этой арки полностью сделан из белого гранита, а количество самих блоков в ней составляет 25 500, которые символизируют количество дней жизни Ким Ир Сена.
Особым средством пропаганды стали надписи из многометровых букв, высекаемые на скалах. Начало этому положило прямое указание Ким Ир Сена, заметившего как-то: «А неплохо было бы высечь на скалах какие-нибудь хорошие лозунги на память последующим поколениям». Кампания по высеканию лозунгов на скалах началась в 1972 году и приняла особый размах после октября 1975 года. Самая крупная надпись в горах Кымгансан — это имя Ким Ир Сена, высеченное буквами, каждая из которых достигает 20 метров в высоту и 16 метров в глубину. В тех же горах можно увидеть монумент с надписью: «О, какие красивые горы! Ким Ир Сен».
Чуть ли не на любом месте, где побывал вождь, установлены каменные стелы. Более того, бережной заботой охватывались даже те места, где отдыхал Ким Ир Сен. Так, по воспоминанию корееведа А. Н. Ланькова, он видел в парке Моранбон деревянную скамейку, на которой сидел Ким Ир Сен. Учёный отмечает: «вокруг скамейки была натянута никелированная (или хромированная?) цепь, а рядом красовался небольшой обелиск с надписью: „Такого-то числа такого-то месяца такого-то… года Великий Вождь присел отдохнуть на эту скамейку“».

### Чучхе и культ личности
В противовес «импортному марксизму» Ким Ир Сен разработал новую идеологию — «чучхе». Первоначально это слово прозвучало 28 декабря 1955 года в ходе его выступления «Об искоренении догматизма и формализма в идеологической работе и об установлении чучхе», а затем в двух других выступлениях уже в 1963 году. Со временем для обозначения его учения в КНДР стали употреблять термин «кимирсенизм». Впервые идеи чучхе «кимирсенизмом» назвал сын и будущий наследник Ким Ир Сена — Ким Чен Ир, который выступил 19 февраля 1974 года на пленуме ЦК Трудовой партии Кореи с речью «О некоторых актуальных задачах идеологической работы партии по кимирсенизации всего общества», объявив его «великими руководящими идеями нашей эпохи… эпохе чучхе».
В 1982 году в честь 70-летия Ким Ир Сена в Пхеньяне был воздвигнут монумент идей Чучхе. Он достигает высоты в 170 метров и сложен из 25 550 камней, символизирующих количество дней, которые Ким Ир Сен прожил к моменту его открытия. Кымсусанский мемориальный дворец, где покоится тело Ким Ир Сена, официально именуется «высшей святыней чучхе». Постановлением от 8 июля 1997 года в стране был принят календарь чучхе, а начало летоисчисления стало вестись от рождения Ким Ир Сена (15 апреля 1912 года). Одновременно дата рождения северокорейского вождя 15 апреля стала отмечаться в качестве праздника под названием «День Солнца».

### После смерти
Ким Ир Сен скончался 8 июля 1994 года, что вызвало всеобщее горе. Великого вождя похоронили в его резиденции Кымсусан, переоборудованной в мавзолей, после чего в стране был объявлен трёхлетний траур. По сообщениям газеты «Нодон синмун» с 8 июля по 8 декабря 1994 г. на холм Мансудэ поднялось 23 300 000 человек, которые хотели выразить свою скорбь и почтить память «великого вождя». 5 сентября следующего года Верховное народное собрание КНДР утвердило поправки в Конституцию, упразднив пост Президента КНДР (который был вакантен с момента смерти Ким Ир Сена) и провозгласив его «Вечным Президентом КНДР».

## Культ личности Ким Чен Ира
После смерти Ким Ир Сена в стране продолжалась политика прославления и обожествления его личности, но теперь к ней добавилась и политика прославления, обожествления и культа личности его сына Ким Чен Ира, возглавившего государство после смерти отца. С 1980-х годов биография Ким Чен Ира, как и биография его отца, стала официальным предметом для изучения в школах. Официальная биография гласит, что Ким Чен Ир родился в бревенчатой хижине в лагере корейских партизан в окрестностях горы Пэктусан, причём небо при этом осветилось двойной радугой и яркой звездой (по неофициальным данным, он родился в СССР, в Хабаровском крае, куда Ким Ир Сен бежал от японских оккупантов). Пик Чансубон, у которого был разбит лагерь, переименовали в Чонильбон («Пик Чен Ира»), ему были посвящены стихи и песни.
День рождения Ким Чен Ира, как и день рождения его отца, стал государственным праздником в КНДР, получив название «Благоприятный праздник 16 февраля, День рождения любимого руководителя Ким Чен Ира». Он стал отмечаться с 1974 года, а в 1982 году 16 февраля стало официальным выходным днём. Одной из самых распространённых песен, провозглашавших добродетели и таланты Ким Чен Ира, является «Нет родины без тебя!», мелодия которой почти стала вторым государственным гимном КНДР.
В 2009 году в результате деноминации северокорейской воны появилась купюра номиналом 2000 вон с изображением хижины на горе Пэктусан, в которой, согласно официальной биографии, родился Ким Чен Ир, а на банкноте номиналом 1000 вон появилось место рождения его матери Ким Чен Сук в Хверёне (портрет отца остался на купюре достоинством 5000 вон).
Ким Чен Ир скончался 17 декабря 2011 года, но объявлено об этом было спустя два дня. Его смерть, как и смерть его отца, вызвала всеобщее горе. Информационные агентства КНДР передавали, что вместе со всем народом скорбила и сама природа, причём «смерть товарища Кима вызвала снежную бурю, а ледник недалеко от места его рождения на горе Пэктусан треснул» и «журавль скорбел об утрате Ким Чен Ира, прилетев из Маньчжурии в самые холода».
В том же месяце Ким Чен Ир в четвёртый раз был удостоен звания Героя КНДР (посмертно), а 14 февраля 2012 года ему было посмертно присвоено звание генералиссимуса.

## Общие проявления культа личности Кимов
В феврале 2012 года в Пхеньяне были открыты две шестиметровые статуи, изображающие Ким Ир Сена и Ким Чен Ира верхом на конях. Портреты Ким Ир Сена и Ким Чен Ира висят на жилых домах, перед входами в магазины и даже в вагонах метро. Газетные публикации активно цитируют их работы. Изучение биографии Ким Ир Сена начинается в детском саду, продолжается в школах и вузах.
СМИ КНДР публикуют истории из жизни Ким Ир Сена. Примечательна одна из публикаций журнала «Корея сегодня» от июля 2005 года, где описывается восхищение президента США Джимми Картера северокорейским вождём.
В честь покойных руководителей КНДР по всей стране установлены обелиски — так называемые «башни бессмертия».
В апреле 1965 года цветоводами Индонезии было выведено растение семейства орхидей, названное в честь Ким Ир Сена кимирсенией. Данный цветок был подарен Великому Вождю индонезийским президентом Сукарно. В 1988 году японский садовод Камо Мотодэру вывел многолетнее растение семейства бегониевых, которую он назвал кимченирией, в честь Любимого Руководителя Ким Чен Ира. Кимирсении и кимченирии стали повсеместно разводить в КНДР.
В стране существует музей, где экспонируются дипломатические дары, полученные Ким Ир Сеном и Ким Чен Иром, причём преподносение даров Ким Ир Сену продолжалось и после его смерти. По данным Los Angeles Times на 2005 год общее количество даров для двух северокорейских вождей на протяжении десятилетий со всего мира составило 219 370 — для Ким Ир Сена и 53 419 — для Ким Чен Ира.